# Radar Lanza

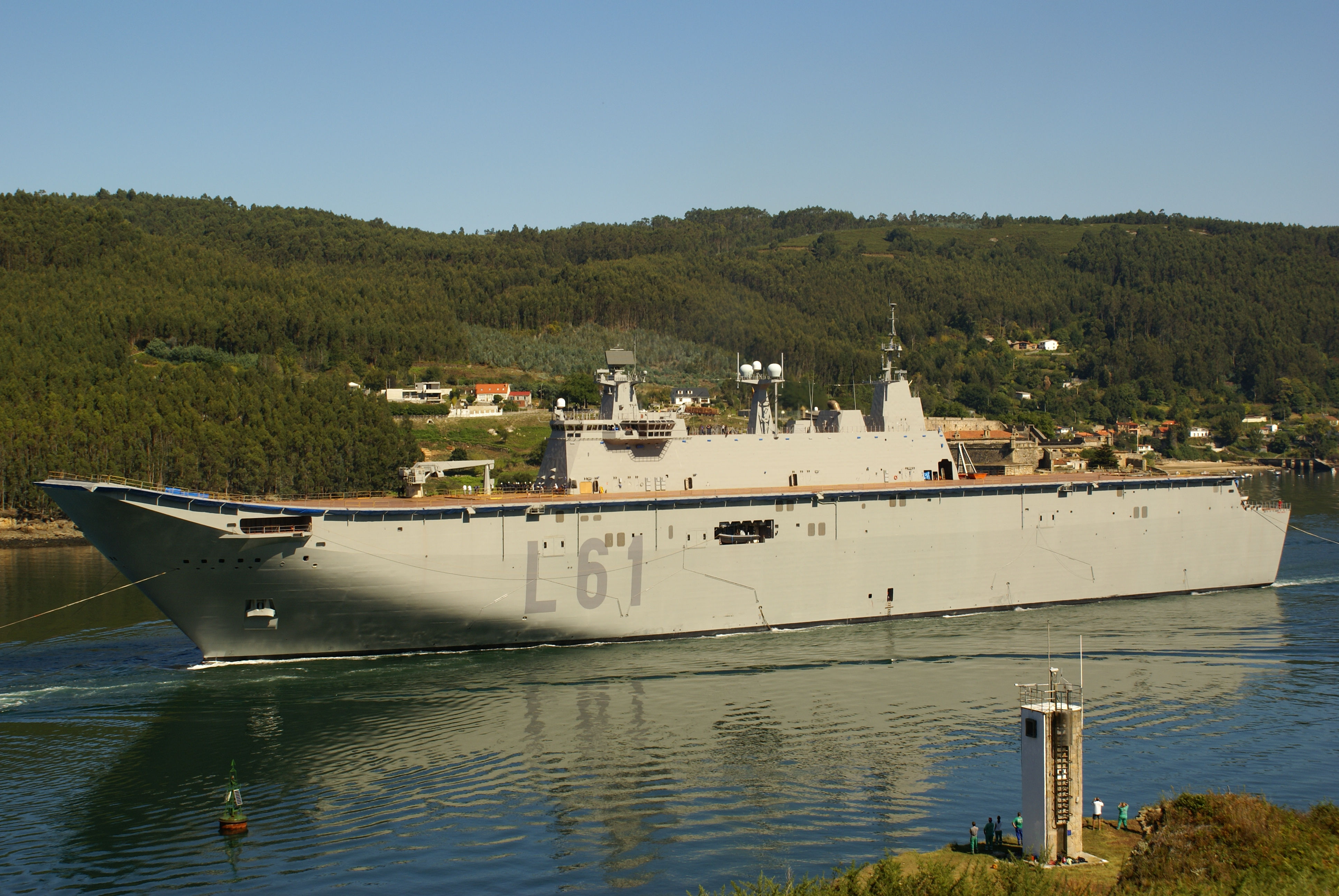
Juan Carlos I (L61) équipé du Radar LANZA-N

Radar Lanza est un radar aéronautique militaire fabriqué par Indra Sistemas en Espagne.

## Historique
Le projet est lancé en 1986 et en 1993 l'armée espagnole en passe la commande ferme. Ces radars remplacent le RAT-31 d'Alenia.

## Utilisateurs
- Espagne

15 stations terrestres et un Lanza-N, sur le bateau Juan Carlos I (L61),. Ces radars fixes sont complétés par des radars mobiles Lanza LTR-25.
- Équateur

2 stations terrestres et 2 mobiles.
- Uruguay

1 station terrestre et une mobile
- Portugal

1 station terrestre.
- Australie

3 stations mobiles.
- OTAN

2 stations mobiles.
- Guatemala

3 stations terrestres